# Будузо
Будузо (итал. Buddusò) је насеље у Италији у округу Сасари, региону Сардинија.
Према процени из 2011. у насељу је живело 3928 становника. Насеље се налази на надморској висини од 692 м.

## Становништво
| 1951. | 1961. | 1971. | 1981. | 1991. | 2001. | 2011. |
| ----- | ----- | ----- | ----- | ----- | ----- | ----- |
| 6.258 | 6.865 | 5.987 | 6.236 | 6.367 | 4.145 | 3.979 |